# Lesiak (województwo łódzkie)
Lesiak – kolonia w Polsce, położona w województwie łódzkim, w powiecie sieradzkim, w gminie Złoczew.
Wchodzi w skład sołectwa Emilianów.
Do 1954 w granicach Złoczewa.
W latach 1975–1998 Lesiaki administracyjnie należały do województwa sieradzkiego.
Przed 2023 r. miejscowość nosiła nazwę Lesiaki i była częścią wsi Emilianów.